# Musée international d'art naïf Anatole-Jakovsky
Pour les articles homonymes, voir Musée d'art naïf.
Le musée international d'art naïf Anatole-Jakovsky est un musée d'art situé à Nice (Alpes-Maritimes) qui présente des œuvres de l'art naïf du XVIIe au XXe siècle. Il a été inauguré le 5 mars 1982.

## Historique et description
Le musée se trouve dans le château Sainte-Hélène, 23 avenue de Fabron, dans le quartier de Fabron, ce château fut la résidence du parfumeur François Coty à partir de 1922. En 1930, l'ancienne épouse de cet industriel, Yvonne, décide de faire subir des modifications au bâtiment, et demande à l'architecte niçois H. Malgaud de s'en charger. Celui-ci supprime notamment les décors conçus par Aaron Messiah. Plus tard, le 6 avril 1973, sa fille Christiane Coty vend le château à la ville de Nice qui en fera un musée, lequel ouvrira ses portes en 1982.
Les œuvres que le musée abrite sont composés de peintures, sculptures, dessins et affiches provenant d'artistes tels que Henri Rousseau (avec son Portrait de Frumence Biche en civil), Séraphine de Senlis, Grandma Moses, Gertrude O'Brady, René Rimbert, Josip (en) et Ivan Generalić, André Bauchant, Louis Vivin, Ivan Lacković, Vincent Bouillat, Vincent Haddelsey (en), Antonio Ligabue, Adam Nidzgorski,  Ferdinand Desnos ou encore Miguel García Vivancos.
La collection provient des donations de Renée et Anatole Jakovsky, dont le musée a pris le nom, du centre Georges-Pompidou, ainsi que du critique d'art azuréen Charles Jourdanet. Les sculptures géantes installées dans le jardin botanique qui entoure le château, ont été créées par Frédéric Lanovsky. Au début des années 1990, le musée accueillait environ 20 000 visiteurs et la collection issue des dons d'Anatole Jakovsky contenait au total 600 œuvres provenant de 27 pays différents.